# Carlos Gómez Amat
Carlos Gómez Amat   (Madrid, 7 de febrer de 1926 - Madrid, 5 de febrer de 2016) va ser un periodista, escriptor, crític musical, professor universitari, acadèmic i musicòleg espanyol.

## Biografia
Fill del compositor Julio Gómez, es va llicenciar en filosofia i lletres a la Universitat Central de Madrid en 1948, Va rebre formació musical al Conservatori de Madrid i va explicar entre els seus professors, a més del seu propi pare, a Enrique Massó o la pianista, Julia Parody. Aviat es va vincular amb la Cadena SER (1952-1988), on va dirigir diversos programes de música i va ser crític, redactor musical i cap de programació. Va treballar com a crític en altres mitjans, com el diari El Mundo; va ser assessor per a les discogràfiques RCA, Hispavox, la Universitat Hispanoamericana de la Rábida i per a l'Orquestra i Cor Nacional. Va ser també professor de literatura i història en el Reial Conservatori Superior de Música de Madrid a l'inici dels anys 1950 i en la Universitat Nacional d'Educació a Distància en els anys 1970 i 1980. De les seves obres publicades, destaquen els llibres La música espanyola al segle XIX, Notes per a concerts imaginaris i Petita història de la música (amb Joaquín Turina, 1995) així com les seves col·laboracions per a diversos diccionaris: Gran Enciclopedia Rialp, The New Grove Dictionary of Music and Musicians i The New Grove Dictionary of Opera.
Pel seu treball com a crític, redactor i assessor musical va ser guardonat amb la medalla d'Or al Mèrit a les Belles Arts en dues ocasions (1966 i 1997), igual que per dues vegades va ser Premi Ondas (1966 i 1969); també va rebre el Premi Nacional de Radiodifusió (1968), el de les Joventuts Musicals (1969) i l'honorífic de la Societat General d'Autors (1984). Va ser membre de la Reial Acadèmia de Belles Arts de San Fernando, de la Reial Acadèmia de Belles Arts de Nuestra Señora de las Angustias, de direcció de la Societat Internacional de Música Contemporània i comissari en el cinquantenari de l'Orquestra Nacional d'Espanya (1992).